# زافين بادويان
زافين بادويان (الأرمني: Զավեն Բադոյան، من مواليد 22 ديسمبر 1989) لاعب كرة قدم أرمني يلعب حالياً جناحاً في نادي عفيف.

## وظيفة النادي
ولد زافين بادويان في يريفان. وهو خريج من مدرسة FIMA المحلية. لكنه حاول أولا أن يمد يده إلى عدة رياضات أخرى، وفي النهاية قرر مواصلة مسيرته الكروية. في سن 6 سنوات ذهب إلى مدرسة كرة القدم FIMA، حيث كان أول مدرب له ليفون بارسيغيان.  في سن 16 عاما، كان يلعب في دوري المحترفين الأرمني الممتاز. في عام 2006، وقع عقدًا مع كيليكيا يريفان تحت عنوان أكثر من موسمين. في عام 2008، أثناء خدمته في الجيش، لعب مع غاندزاسار كابان، الذي جاء في المركز الثالث في الدوري الأرمني الممتاز لعام 2008 وكان أول ميدالية في مسيرة بادويان. في يناير 2010، كان الاجتماع مع امبولس ديليجان، والتي دخلت فيما بعد في العقد.  أصبح بادويان لاعباً رئيسياً في الفريق بعد أن قضى 27 مباراة من أصل 28 مباراة، وهو نفس العدد الذي حققه آرثر بتروسيان وأفيتيك كيراكوسيان (قائد الفريق).  في ديسمبر 2011، عقد بادويان عقدًا لمدة 4 سنوات مع النادي البيلاروسي باتي بوريسوف.  مع بادويان كعضو، فاز النادي بالدوري البيلاروسي الممتاز عام 2012 وكأس السوبر بيلاروسيا عام 2013.

## مهنة دولية
في أواخر أبريل 2010، تم استدعاؤه إلى فريق أرمينيا الوطني للشباب لأقل من 21 عاما،  وفي 20 مايو من نفس العام ظهر لأول مرة في فريق الشباب للشباب ضد إستونيا. 
في عام 2011، لفت بادويان انتباه فريق التدريب لفريق كرة القدم الوطني الأرمني. كان بسبب تقدمه في امبولس ديليجان. قبل المباراة في سانت بطرسبرغ، أدرج مدرب الفريق فاردان ميناسيان بادويان في قائمته للمباراة القادمة ضد روسيا.  ومع ذلك، لم يتم اختيار بادويان للعب هذا اليوم للعب. بدأ ظهور بدويان لأول مرة في 10 أغسطس في مباراة ضد ليتوانيا.  في أيار / مايو 2016، سجل بادويان هدفه الدولي الأول، وهو السابع في فوز ودي 1-7 ضد غواتيمالا.

### الأهداف الدولية
اعتبارا من المباراة التي لعبت 28 مايو 2016. درجة أرمينيا المدرجة أولا، يشير العمود النتيجة النتيجة بعد كل هدف بدوايان. 
| رقم | التاريخ      | المكان                                               | Cap | الخصم     | أحرز هدفاً | النتيجة | المنافسة |
| --- | ------------ | ---------------------------------------------------- | --- | --------- | --------- | ------- | -------- |
| 1   | 28 مايو 2016 | مركز ستب هوب، لوس أنجلوس, الولايات المتحدة الأمريكية | 6   | غواتيمالا | 7–1       | 7–1     | ودية     |

## الحياة الشخصية
بطولته المفضلة هي الدوري الاسباني والنادي المفضل هو برشلونة واللاعب المفضل هو ليونيل ميسي والمدرب المفضل هو بيب جوارديولا.

## مرتبة الشرف

### نادي
Gandzasar F.C. | غاندزاسار كابان
- دوري الدرجة الأولى الأرمني المركز الثالث

FC BATE Borisov |باتي بوريسوف
- الدوري البيلاروسي الممتاز
- كأس السوبر البيلاروسية
- كأس السوبر البيلاروسية المركز الثاني

## الروابط الخارجية
- زافين بادويان على موقع الاتحاد الدولي (مؤرشف)  (الإنجليزية)
- زافين بادويان على موقع الاتحاد الأوربي (الإنجليزية)
- زافين بادويان على موقع قاعدة بيانات كرة القدم.إي يو (الإنجليزية)
- زافين بادويان على موقع ناشيونال فوتبول تيمز (الإنجليزية)
- زافين بادويان على موقع Soccerway.com (الإنجليزية)
- زافين بادويان على موقع AS.com (الإسبانية)
- ffa.am
- fcbate.by
- armfootball.tripod.com